# 卡洛斯·塞恩斯
卡洛斯·塞恩斯·塞纳莫（西班牙語：Carlos Sainz Cenamor，1962年4月12日—），簡稱老卡洛斯·塞恩斯（西班牙語：Carlos Sainz Sr.），西班牙拉力赛车手，目前在Extreme E赛事的阿驰奥纳|塞恩斯XE车队效力，搭档女车手莱亚·桑兹。
1990年和1992年，塞恩斯曾两次代表丰田拉力车队夺得世界拉力锦标赛年度车手冠军，也曾4次取得WRC车手亚军。同时，在他的WRC生涯中，曾先后跟随斯巴鲁世界拉力车队（1995年）、丰田拉力车队（1999年）和雪铁龙车队（2003-2005年）五次获得WRC车队年度冠军。而在他从WRC退役后，还曾代表四家不同的厂商获得过四次达喀尔拉力赛汽车组冠军，也是达喀尔拉力赛史上最高龄的总冠军车手。
塞恩斯因他在拉力赛上的显赫战绩而被称为“斗牛士”（El Matador），曾经保有WRC参赛次数最多的纪录，也是首位获得芬兰拉力赛胜利的非北欧五国车手。
其子小卡洛斯·塞恩斯为一级方程式车手，目前效力于威廉士車隊；其哥哥安东尼奥·塞恩斯出生于1957年，同样是一位拉力车手。

## 早期生涯
塞恩斯出生于西班牙马德里，在从事赛车运动前曾对足球和壁球感兴趣，并曾得到皇家马德里的试训机会，也曾跟队在16岁时取得西班牙全国冠军。而在他接触到福特方程式赛车后，他没有继续从事足球及壁球练习。但在从事赛车运动前，他曾计划学习法律。

## WRC生涯（1980-2005）

### 初试啼声（1980-1988）
1980年，塞恩斯首次参加拉力赛。1987年，他驾驶B组别的雷诺5涡轮增压赛车在西班牙拉力锦标赛上获得亚军，并于1987年和1988年驾驶福特Sierra赛车取得赛事冠军。
1987年，福特汽车决定让塞恩斯驾驶赛车参加世界拉力锦标赛，他在该年度的葡萄牙拉力赛上完成首秀。该年度他在环科西嘉拉力赛上取得第7位，又在威尔士举行的皇家汽车俱乐部拉力赛（RAC拉力赛）上取得第8位；次年，他继续代表福特参赛，此后15年与他合作的领航员路易斯·莫亚也在此时开始与塞恩斯搭档。他在圣雷莫拉力赛和环科西嘉拉力赛上均取得第5位，又在满是冰雪的皇家汽车俱乐部拉力赛上取得第7位。
由于福特当时在拉力赛事所使用的后驱Sierra赛车在与其他厂商的四轮驱动赛车相竞争时处于下风，因此福特在赛事中战绩不佳，也无法对塞恩斯这样的年轻车手产生吸引力，因此塞恩斯在1989年转投总部设于德国科隆的丰田拉力车队。

### 加盟丰田，WRC车手冠军（1989-1992）

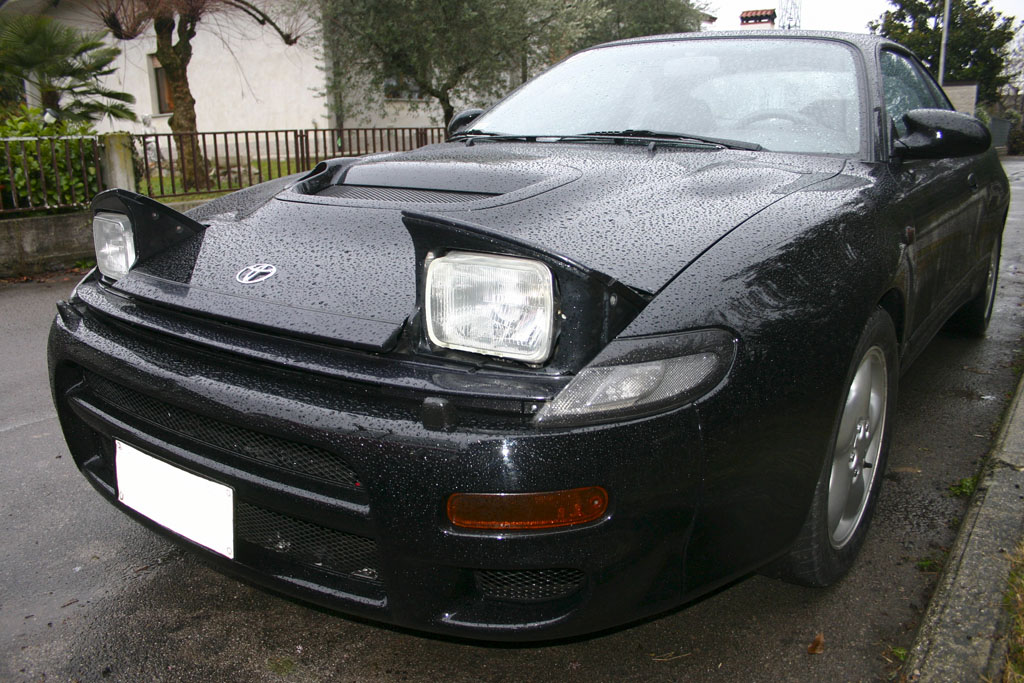
1992款丰田Celica GT-Four卡洛斯·塞恩斯限量版，在塞恩斯第二次夺冠后推出市场

1989年，塞恩斯转投丰田车队，驾驶丰田Celica改造而来的拉力赛车参加WRC比赛。虽然当时的丰田拉力赛车只在肯尼亚丛林拉力赛等高度专业化的耐力拉力赛中占据上风，但塞恩斯与丰田的合作很快取得成效。1989赛季，虽然塞恩斯开局即遭遇4次退赛，但他此后连续三场比赛登上领奖台。而在赛季收官战RAC拉力赛上，塞恩斯几乎获胜，却在比赛的最后阶段遭遇机械故障，屈居第二，也与自己的首个WRC全场胜利失之交臂。
1990赛季，塞恩斯在雅典卫城拉力赛、新西兰拉力赛、芬兰拉力赛及RAC拉力赛四场拉力赛上获胜，成功取得首个WRC车手冠军，也打破了1987年A组别时代以来蓝旗亚对车手冠军的垄断。其中在芬兰拉力赛取得的胜利也让塞恩斯成为首位获得芬兰拉力赛胜利的非北欧五国车手。
1991赛季之中，塞恩斯与竞争对手，蓝旗亚车队的芬兰车手尤哈·坎库宁进行了一次白热化的竞争。澳大利亚拉力赛上，塞恩斯发生翻车，不得不佩戴颈托，而这次翻车也险些让他失去了世界冠军的希望。在赛季收官战RAC拉力赛前，塞恩斯领先坎库宁1分，并且塞恩斯已经取得5场胜利，坎库宁则是取胜4场。但在收官战上，坎库宁取得冠军，塞恩斯只取得季军，最终坎库宁以150个积分反超塞恩斯的143个积分，取得他个人的第三个WRC车手冠军。坎库宁和塞恩斯的积分均打破了前一个赛季由塞恩斯创下的单赛季最多积分纪录（140分），而该两位车手各取得5场胜利的情况也是WRC史上首次出现。
1992赛季，丰田车队推出了ST185 Celica赛车，塞恩斯也驾驶着全新的赛车再次向世界冠军发起冲击。塞恩斯在肯尼亚丛林拉力赛，新西兰拉力赛和主场比赛加泰罗尼亚拉力赛上取胜。但在收官战英国RAC拉力赛前，世界冠军的竞争再度陷入白热化：塞恩斯领先坎库宁2分，领先同样代表蓝旗亚车队参赛的法国车手迪迪埃·奥里奥尔3分，并且奥里奥尔已经取得创纪录的单赛季6场胜利。和上个赛季相反的是，塞恩斯在收官战上取胜，同时坎库宁只取得季军，奥里奥尔则退赛，塞恩斯也最终第二次取得WRC车手冠军。
为了宣传塞恩斯两次代表丰田车队取得WRC车手总冠军荣誉，丰田在英国售卖了440台限量版丰田Celica GT-Four ST185。这440台丰田Celica将塞恩斯的名字印在铭牌上，同时带有庆祝塞恩斯获胜的贴花，也被算作用于WRC认证的5000台丰田Celica量产车之中。据称，塞恩斯本人仍然保有一台由丰田赠送的Celica GT-Four ST185，并曾驾驶这台车前往伯纳乌球场观看皇家马德里足球俱乐部的比赛。
截至2022年，塞恩斯仍是唯一一位夺得WRC车手总冠军的西班牙拉力车手。

### 蓝旗亚（1993）

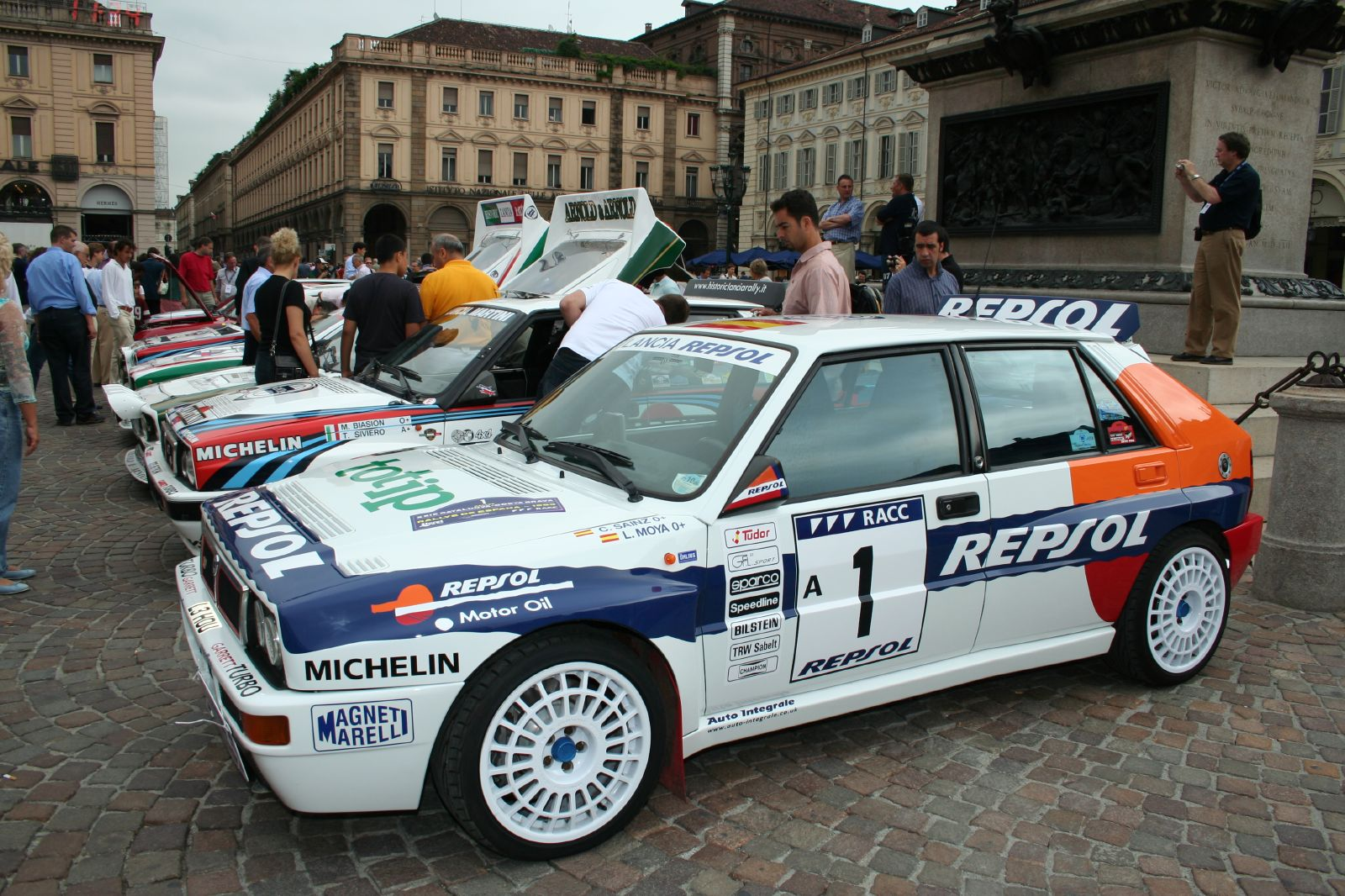
在意大利都灵举行的蓝旗亚百年庆典上展出的塞恩斯驾驶版蓝旗亚三角洲HF复制品

尽管在丰田车队取得了1992年车手冠军，但塞恩斯在1993赛季选择离队，原因是丰田车队在该赛季接受了嘉实多的赞助，这与塞恩斯的个人赞助商力豹仕互为竞争关系。此赛季塞恩斯加盟了由蓝旗亚提供官方支持的欢乐俱乐部车队，但没能复制前一个赛季的辉煌。虽然蓝旗亚在此前6个赛季垄断了WRC制造商积分榜，但使用相对老旧设计的蓝旗亚三角洲车型在赛季中期几乎没有技术改进，从而在竞争中不敌其他厂商更先进的赛车。该赛季塞恩斯只在雅典卫城拉力赛上取得亚军，唯一一次登上领奖台。虽然在圣雷莫拉力赛上塞恩斯再次取得亚军，但由于使用了违规燃料，他的成绩被取消 。最终塞恩斯在该赛季取得第8名，蓝旗亚也在赛季末宣布退出赛车运动。

### 斯巴鲁（1994-1995）
在蓝旗亚宣布退出赛车运动后，塞恩斯于1994年转投羽翼未丰的斯巴鲁世界拉力车队，取代了芬兰车手阿里·瓦塔宁的位置。塞恩斯的经验、完美主义和能力帮助了斯巴鲁车队，让当时全新研发的斯巴鲁翼豹赛车能够与丰田和福特车队的赛车一较高下。在塞恩斯和队友，英国车手科林·麦克雷的组合下，斯巴鲁车队的赛车时常快过福特车队的赛车。虽然丰田车队取得了制造商冠军，但塞恩斯与奥里奥尔之间对车手积分榜的争夺直到收官战才决出胜负，最终奥里奥尔夺得车手总冠军。
1995赛季，塞恩斯在蒙特卡洛拉力赛、葡萄牙拉力赛和加泰罗尼亚拉力赛上取胜。其中在加泰罗尼亚拉力赛上，他一度落后于队友麦克雷，但斯巴鲁车队却下达指令要求麦克雷减速，最终塞恩斯夺冠，这一行为引发了塞恩斯和麦克雷之间的纠纷。尽管如此，在赛季末的英国拉力赛前，塞恩斯和麦克雷都保有争夺世界冠军的希望，最终麦克雷在因机械故障遭受2分钟时间损失的情况下，依然在自己的主场夺冠，以36分的优势击败塞恩斯，斯巴鲁也以一波三连胜获得了他们的第一个制造商冠军。该赛季结束后，塞恩斯离队，但他后来在雪铁龙车队和福特车队曾再度与麦克雷成为队友。

### 第一次回归福特（1996-1997）

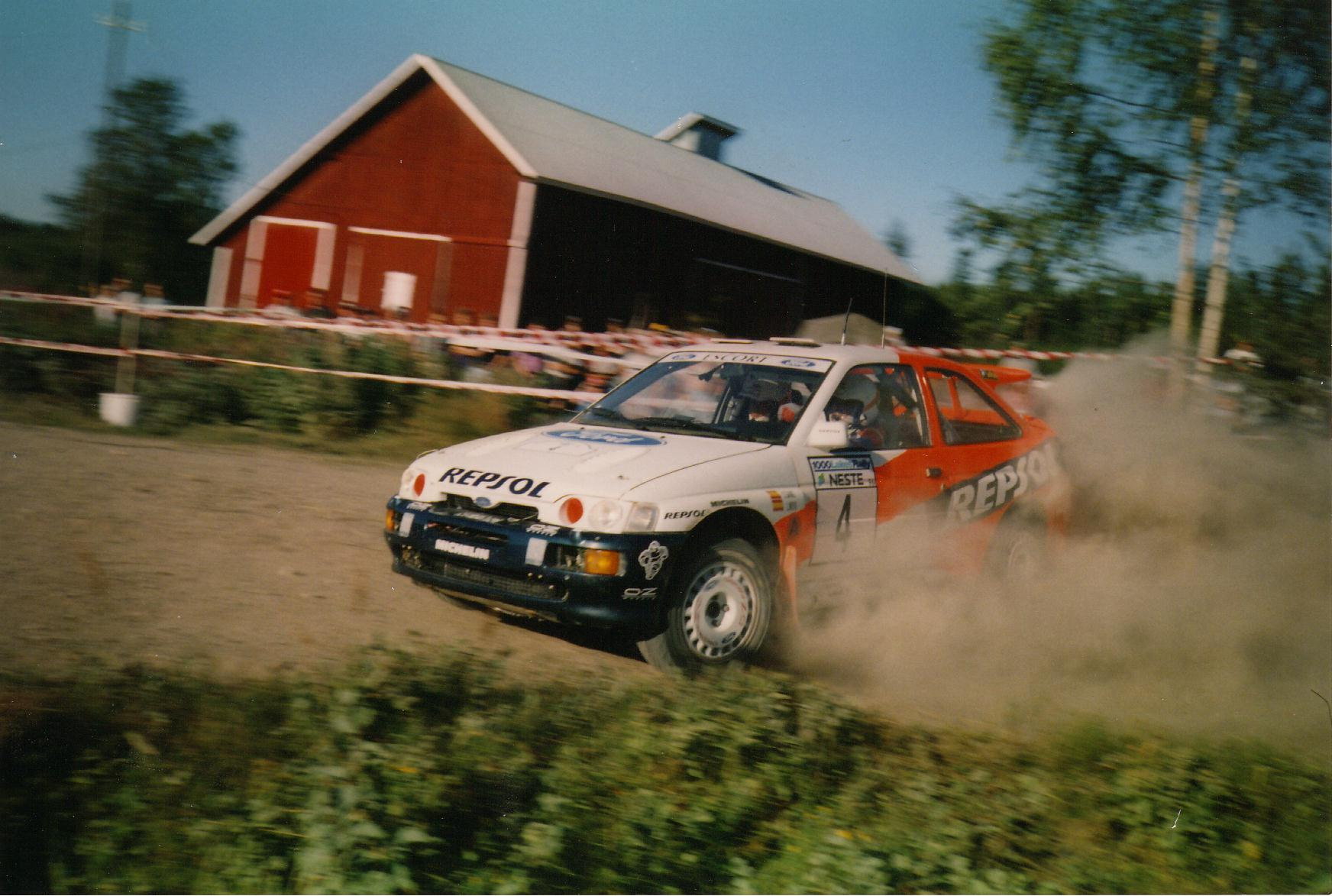
1996年芬兰拉力赛上驾驶福特Escort RS 考斯沃斯赛车的塞恩斯

在1995赛季遗憾痛失世界冠军后，塞恩斯在1996赛季选择重回拉力生涯的起点福特车队，力豹仕也随即成为福特车队的主赞助商，该赛季塞恩斯驾驶福特车队的Escort RS 考斯沃斯赛车赢得了首届印度尼西亚拉力赛的冠军，这是福特车队时隔近两年的第一个分站胜利；此外他还先后5次登上领奖台，最终帮助福特车队取得了该年度的制造商冠军，车手积分榜上他则位列三菱车队的托米·馬基寧和他此前两个赛季在斯巴鲁车队的队友麦克雷之后，位列季军。
1997赛季，福特车队选择由英国的M-Sport代为运营其车队，福特Escort赛车也迎来了升级改款。塞恩斯在本赛季的印度尼西亚拉力赛上蝉联胜利，同时还再次取得雅典卫城拉力赛的胜利，但在车手积分榜上再次不敌马基宁和麦克雷，连续第二个赛季屈居季军。不过在1997年世界车王争霸赛决赛上，他则击败麦克雷，取得冠军。

### 重回丰田（1998-1999）

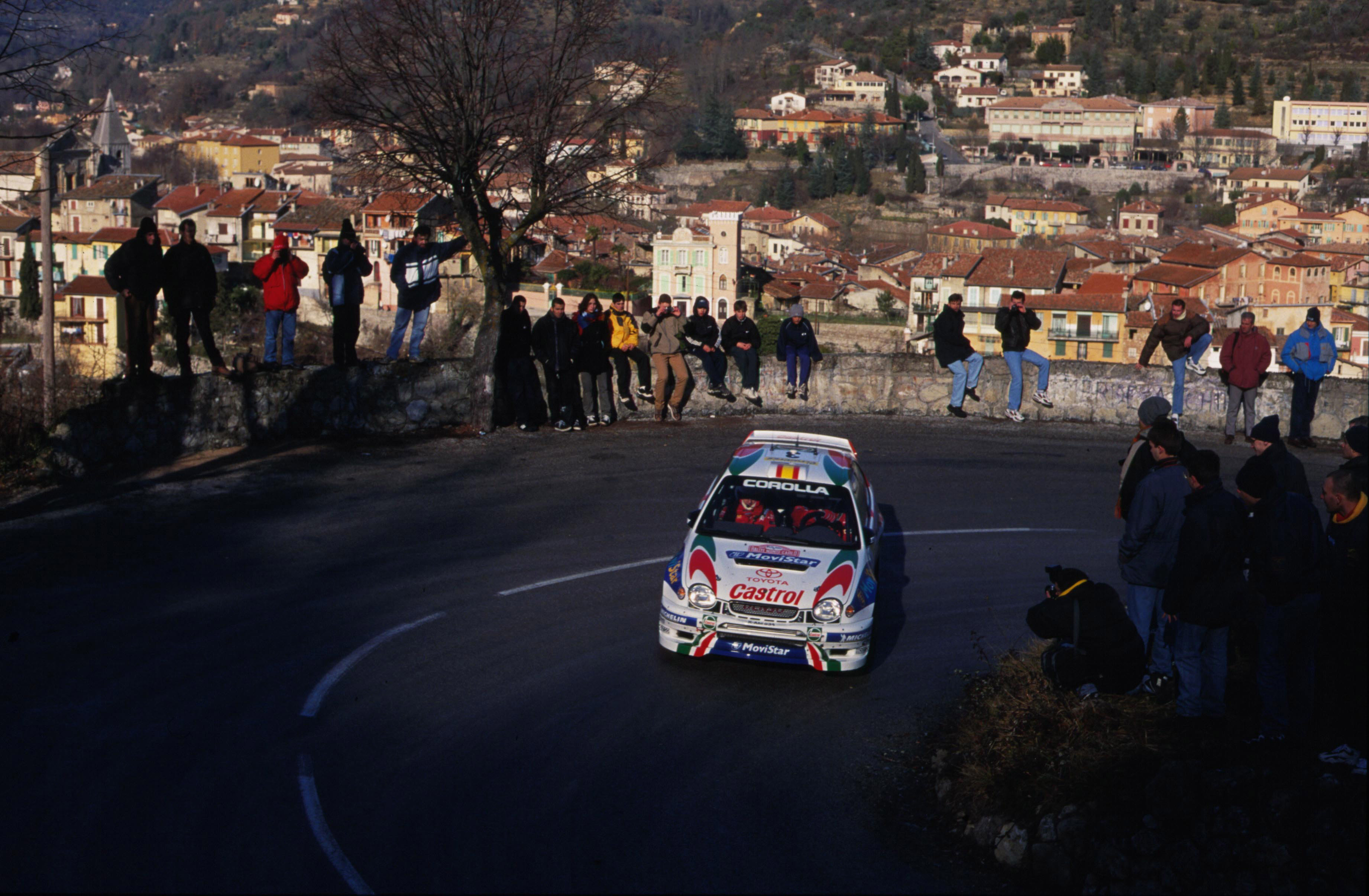
1999年蒙特卡洛拉力赛上驾驶丰田卡罗拉赛车的塞恩斯

1997赛季后，塞恩斯再次离开福特车队，随后他于1998赛季重回丰田车队，与迪迪埃·奥里奥尔成为队友，一同驾驶丰田卡罗拉WRC赛车参赛。此前的1995赛季，丰田车队曾因空气限制器作弊而被禁赛一年，而在重回WRC的1997赛季上丰田车队未能取得胜利，塞恩斯的到来也被认为是丰田车队重建的一部分。
塞恩斯也不负众望，在重回丰田车队的第一场比赛蒙特卡洛拉力赛上取得胜利，随后又在新西兰拉力赛上再度取胜。由于马基宁在赛季收官战英国拉力赛的首日即退赛，因此塞恩斯取得了夺冠的主动权，只需以第四名完赛即可第三次获得WRC世界冠军。然而，塞恩斯的赛车在最后一个赛段结束前的300米处遭遇引擎故障，被迫从第四位退赛，丰田车队和塞恩斯也在冠军争夺战上输给了宿敌三菱拉力艺车队和马基宁。
1999赛季，塞恩斯再次为丰田车队出赛。该赛季他表现低迷，虽然8次登上领奖台，但未获一胜，最终在车手积分榜上位列第五，输给了取得年度季军的队友奥里奥尔。不过，塞恩斯帮助丰田车队取得了建队史上的第3座制造商冠军。
由于丰田将战略重心转移至一级方程式赛场，因此1999赛季也成为丰田车队在WRC的最后一个赛季，塞恩斯也在该季结束后再次面临选择新车队的境地。

### 第二次回归福特（2000-2002）

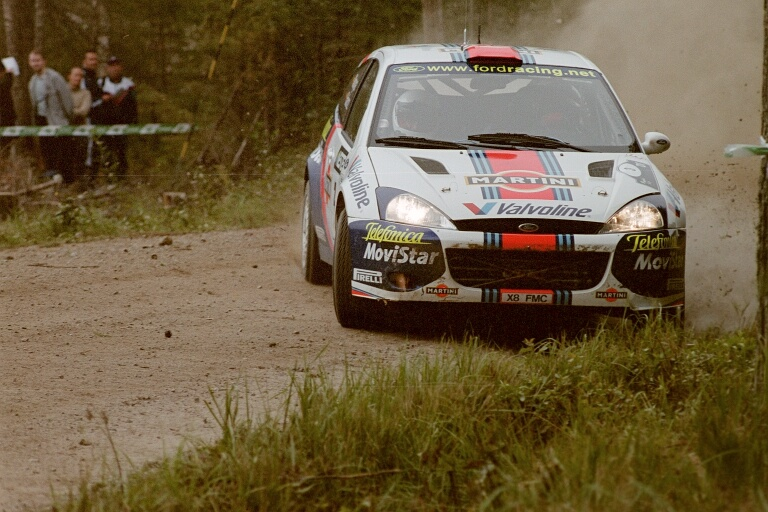
2001年芬兰拉力赛上驾驶福特福克斯WRC赛车的塞恩斯

2000年，塞恩斯第二次重回福特车队，时隔四个赛季后再度与科林·麦克雷成为队友。他在再度重回福特的第一个赛季即获得首届塞浦路斯拉力赛的冠军，此外又6次登上领奖台，最终在车手积分榜上取得年度季军。
2001赛季，塞恩斯虽然未能取得胜利，但5次登上领奖台的成绩也让他在这个竞争激烈的赛季中，一直保持着夺得个人第三个WRC世界冠军的希望。最终他位列第6名，只落后当季车手总冠军理查德·伯恩斯11个积分。
2002赛季，塞恩斯继续为福特车队效力。由于标致车队的马库斯·格伦霍姆和伯恩斯在阿根廷拉力赛上被取消成绩，原本第三位冲线的塞恩斯递补取得了比赛胜利，这也是他在该赛季取得的唯一一胜。而在格伦霍姆一骑绝尘的情况下，塞恩斯最终在年度亚军的激烈争夺中不敌斯巴鲁车队的彼得·索尔伯格，取得年度季军，也以一分优势在积分榜上击败队友麦克雷。而在赛季结束后，塞恩斯和麦克雷也一同出走，共同加盟首次参加全赛季比赛的雪铁龙车队，搭档此后成为WRC传奇车手的塞巴斯蒂安·勒布。

### 加盟雪铁龙，从WRC退役（2003-2005）

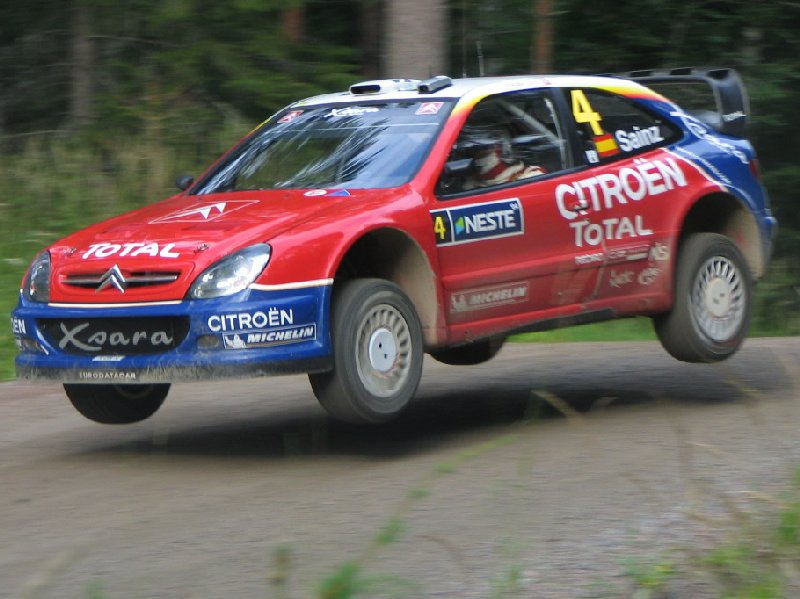
2004年芬兰拉力赛上驾驶雪铁龙赛纳WRC赛车的塞恩斯

2002年12月，雪铁龙世界拉力车队宣布塞恩斯将于2003赛季加盟车队，但与他长期合作的领航员路易斯·莫亚没有一同加盟雪铁龙车队，而是宣布退役，另一位西班牙人马克·马蒂将从2003赛季开始成为塞恩斯的领航员。他在加盟雪铁龙车队的首个赛季拿到了土耳其拉力赛的胜利，该场胜利也是雪铁龙赛纳WRC赛车在碎石路面比赛上的首次获胜，该赛季他在车手积分榜上获得季军，同时帮助雪铁龙车队取得制造商冠军。
2004赛季，塞恩斯继续留在雪铁龙车队，并在当年的阿根廷拉力赛上取得了WRC生涯的最后一胜，关于他在赛季结束后退役的传闻也甚嚣尘上；而他在该赛季的主场比赛加泰罗尼亚拉力赛上正式宣布将从WRC退役。此后，塞恩斯被WRC赛场的其他车手，领航员和领队一致认为是史上最佳的拉力车手。最终，他在WRC生涯的最后一个完整赛季取得年度第4，并帮助雪铁龙车队蝉联制造商桂冠，却由于赛前事故没能参加收官战澳大利亚拉力赛。
虽然塞恩斯在2004赛季之后即宣布从WRC赛场正式退役，并可能转战世界房车锦标赛，但他在2005赛季仍代表雪铁龙车队客串出赛了土耳其站和雅典卫城站的比赛，以替代表现不佳的比利时车手弗朗索瓦·杜瓦尔。在两场客串比赛中，当时已43岁的塞恩斯分别取得第4名和季军，再一次给人留下了深刻印象。

## 转战越野拉力赛场（2006-今）

### 大众车队（2006-2014）

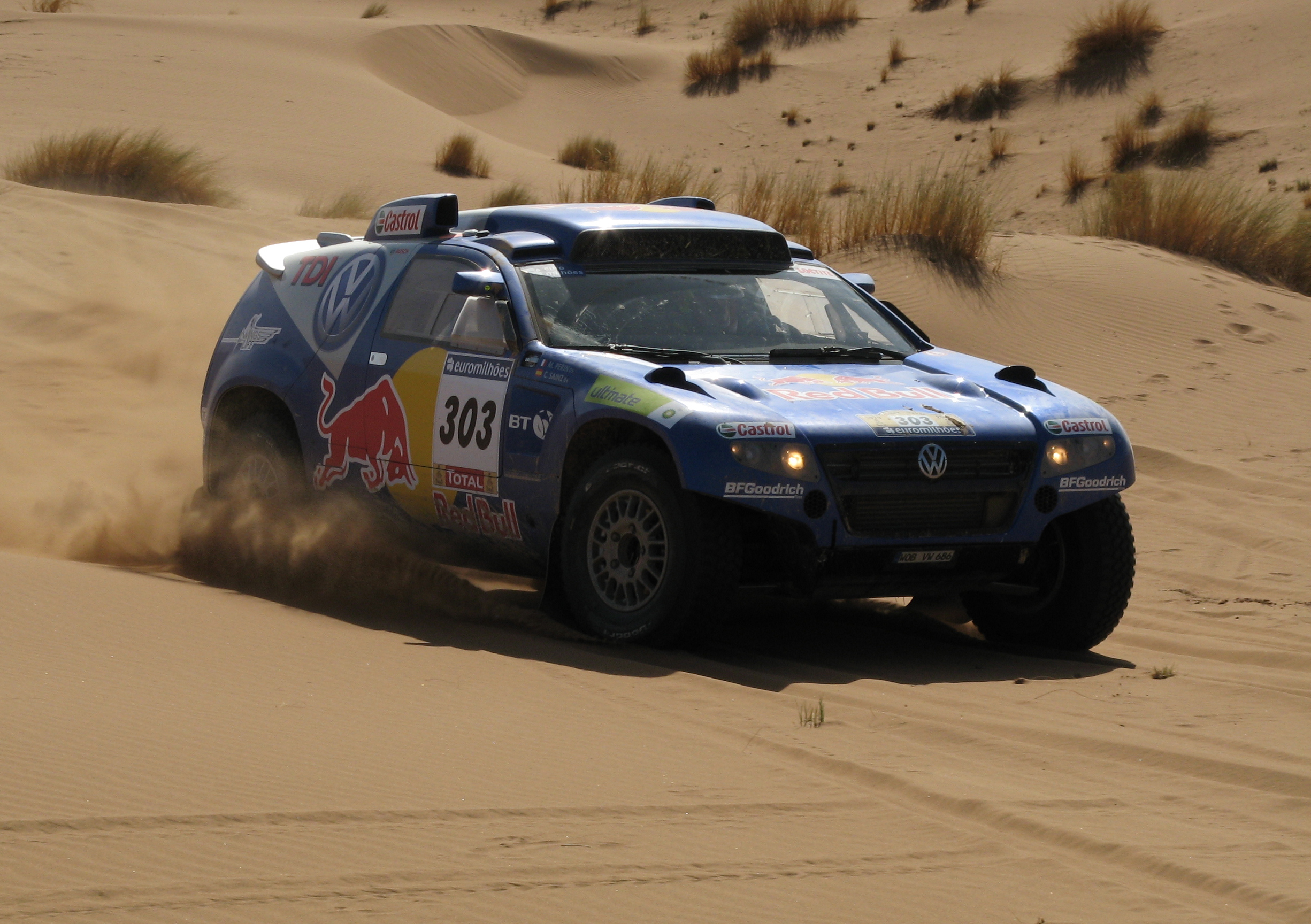
2007年达喀尔拉力赛上驾驶大众途锐赛车的塞恩斯

离开WRC赛场后，塞恩斯开始转战越野拉力赛场。2005年10月，塞恩斯在葡萄牙参加了葡萄牙巴哈500拉力赛（国际汽联巴哈式越野拉力世界杯的分站）以备战2006年初的达喀尔拉力赛，这是塞恩斯首次参加越野拉力赛，最终他获得季军。
2006年，他首次参加达喀尔拉力赛，驾驶大众车队的大众途锐赛车参赛，搭档的领航员则是已经作为领航员身份两次在达喀尔夺冠的德国车手安德鲁·舒尔茨，最终排名汽车组第11位，首次参加达喀尔拉力赛即取得4次赛段胜利。同年5月，塞恩斯还曾以副手的身份加入亿万富豪胡安·米格尔·比利亚尔·米尔的皇家马德里足球俱乐部主席竞选团队，如米尔在竞选中胜出，塞恩斯将担任皇家马德里的副主席，然而米尔与塞恩斯的竞选搭档最终败选。
2007年，他再次代表大众车队参加多项越野拉力赛，领航员则更换为在越野拉力赛场夺得多次冠军的车手米歇尔·佩林。年初的达喀尔拉力赛上，塞恩斯与佩林的组合夺得5次赛段冠军，最终以第9名完赛，相较去年有所进步。同年，这一组合还代表大众车队夺得国际汽联越野拉力世界杯冠军。
2008年，塞恩斯获得了中欧拉力赛的冠军（因2007年法国游客毛里塔尼亚遇害事件导致2008年达喀尔拉力赛被取消后的替代赛事）。次年，在达喀尔拉力赛转战南美洲后的首次比赛中，塞恩斯与佩林的组合一度领跑比赛，却在第12赛段发生撞车，未能完赛。2009年5月，随着卢克·克罗斯加盟大众车队并成为塞恩斯的新任领航员，塞恩斯与克罗斯开始了长期的拉力赛合作，二人也在2009年代表大众车队获得了塞尔特斯拉力赛及首届丝绸之路拉力赛的汽车组冠军。
2010年，塞恩斯与克罗斯的组合第四次参加达喀尔拉力赛，并最终击败了同样为大众车队效力的卡塔尔车手阿尔阿提亚，夺得汽车组冠军，这是塞恩斯首次在达喀尔赛场夺冠。同年，二人的组合也在第二届丝绸之路拉力赛上卫冕成功，蝉联汽车组冠军。而在2011年达喀尔拉力赛上，塞恩斯与克罗斯的组合在首个赛段即取得胜利，随后又先后取得了6个赛段的冠军，而他在第12赛段获得赛段冠军之后，以23次赛段冠军成为在达喀尔拉力赛汽车组上获得最多次赛段冠军的车手。虽然塞恩斯在本届达喀尔拉力赛的最后一个赛段以获得赛段冠军收场，但由于他的赛车在第11赛段遭遇悬挂受损后因维修损失了大量时间，最终他在汽车组总排名上位列队友阿尔阿提亚和德维利尔斯之后，取得赛事第三名。

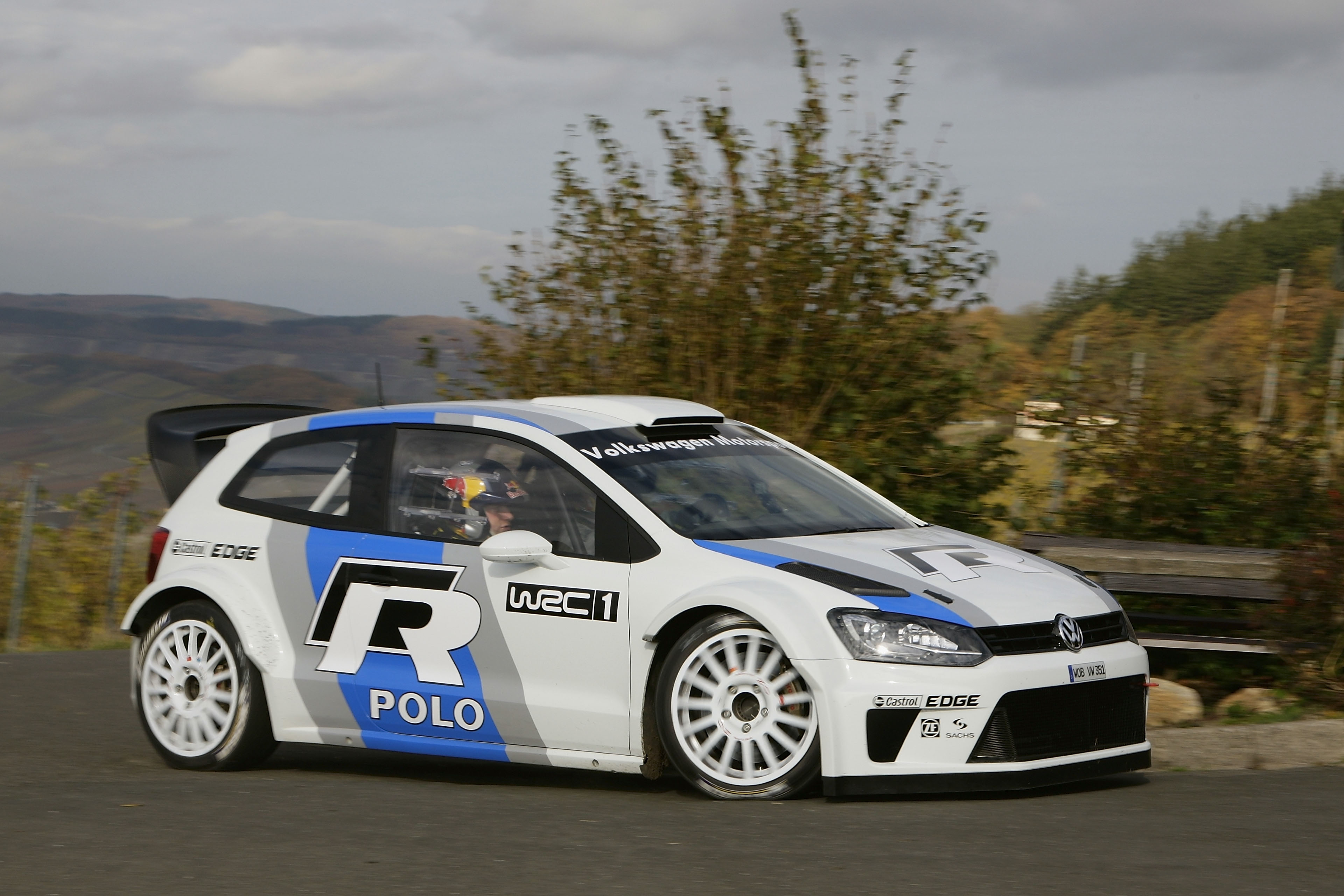
2011年驾驶大众 Polo R WRC赛车测试的塞恩斯

2011-2012年，塞恩斯在代表大众车队参加越野拉力赛的同时，还曾加入大众的WRC赛车研发计划，担任测试车手及顾问，德国车手蒂莫·戈茨沙克则作为他测试大众WRC赛车的领航员。根据时任大众运动部主管克里斯·尼森的描述，塞恩斯将会担任大众WRC赛车的测试工作，尼森还希望塞恩斯能够驾驶大众车队的WRC赛车重返WRC参加部分比赛。2011年11月，塞恩斯在德国驾驶大众Polo R WRC赛车进行测试，这也是该款赛车的首次测试。随后的2012年初，他与加盟大众车队的塞巴斯蒂安·奥吉尔一同在西班牙完成了大众Polo WRC赛车的首次砂石路面测试，此后塞恩斯也在2012年夏季在芬兰完成赛车测试工作。2012年10月，塞恩斯也和自己曾经的领航员路易斯·莫亚一同在圣马力诺完成了2013赛季版Polo R赛车的路演工作。2012年12月，塞恩斯否认了自己将代表大众车队参加WRC赛事的流言，但表示自己可以随时参与测试。
在缺席了2012年的达喀尔拉力赛后，塞恩斯在2013年的达喀尔拉力赛回归，并与大众WRC赛车的测试搭档蒂莫·戈茨沙克再次组合，一同驾驶一台两轮驱动的巴基车参赛。他们加盟的新车队得到了卡塔尔政府和红牛的赞助，因此冠名为“卡塔尔红牛车队”，而塞恩斯和阿尔阿提亚也再次于新车队成为队友。虽然塞恩斯在首个赛段获胜，但他在第6赛段因引擎问题退赛，随后在接受采访时塞恩斯表示自己不确定是否还会回归达喀尔拉力赛。不过，2014年的达喀尔拉力赛上，塞恩斯依然代表卡塔尔红牛车队参赛，但却再次因撞车而在第10赛段退赛。

### 标致车队（2015-2018）
2014年3月，标致赛车运动部宣布将于2015年回归达喀尔拉力赛，同时宣布塞恩斯将加盟标致车队，其后大众车队也确认了塞恩斯离队的消息。2015年达喀尔拉力赛上，与塞恩斯合作多年的领航员克罗斯回归，但二人的组合因撞车事故被迫退赛。
2016年的比赛上，塞恩斯和克罗斯的组合继续为标致车队参赛，但却由于变速箱故障而从总成绩领先的位置上退赛。2017年的比赛上，塞恩斯在第四赛段发生翻车，再次不幸退赛。
2017年12月，塞恩斯在接受采访时表示，2018年将是自己最后一次参加达喀尔拉力赛。而在该届比赛上，塞恩斯首次代表标致车队在达喀尔拉力赛完赛并取得汽车组冠军，这也是他第二次夺得达喀尔拉力赛冠军。

### X-Raid（2019-2021）
随着标致车队暂停越野拉力赛项目，塞恩斯在2019年达喀尔拉力赛上选择转投私人车队X-Raid车队，驾驶他们的Mini赛车参赛。当季赛事的第3赛段上，他的赛车陷入一个坑中，导致悬挂受损，但他最终完成比赛，并排名第13位。2020年的达喀尔拉力赛上，他和克罗斯的组合取得汽车组冠军，这是塞恩斯第三次在达喀尔拉力赛夺冠，也是和克罗斯重新搭档后取得的第二个达喀尔拉力赛冠军。2021年达喀尔拉力赛上，连续第三个赛季为X-Raid车队效力的他则取得季军。

### 奥迪（2022-）
2021年5月，奥迪宣布塞恩斯与克罗斯的组合将代表奥迪征战2022年达喀尔拉力赛，而二人的组合在2022年达喀尔拉力赛第三赛段取得赛段冠军，塞恩斯也由此成为第一位驾驶油电混合动力赛车在达喀尔拉力赛夺得赛段冠军的车手。然而，由于奥迪的RS Q e-tron赛车存在机械和导航上的问题，塞恩斯也在多个赛段损失时间，最终只以第12名完赛。
2023年达喀尔拉力赛上，塞恩斯再度与克罗斯搭档，驾驶升级版的奥迪RS Q e-tron E2电动赛车参赛。在比赛的首个赛段，塞恩斯与克罗斯取得赛段冠军。但在第9赛段的比赛中，塞恩斯的赛车在赛段中翻车，随后奥迪车队宣布塞恩斯退赛，这也标志着塞恩斯第七次未能在达喀尔拉力赛完赛，他在达喀尔拉力赛的上一次退赛还要追溯到2017年。
一年后的2024年达喀尔拉力赛上，塞恩斯与克罗斯继续搭档，代表奥迪车队取得汽车组总冠军，这是塞恩斯的第四个（以及代表大众集团品牌取得的第二个）达喀尔拉力赛汽车组冠军。同时，塞恩斯也因驾驶奥迪RS Q e-tron赛车成为首个在达喀尔拉力赛上驾驶增程式电动赛车夺冠的车手，时年61岁的塞恩斯也由此继续成为达喀尔拉力赛史上最高龄的总冠军车手。

## Extreme E（2021-今）
2020年11月，塞恩斯与西班牙QEV车队签约，并代表车队征战Extreme E首个赛季的比赛；而在获得阿驰奥纳的冠名赞助后，塞恩斯与QEV车队合作组建了阿驰奥纳|塞恩斯XE车队（ACCIONA | Sainz Extreme E Team），他的搭档则是西班牙女摩托车手莱亚·桑兹，二人在Extreme E首个赛季的比赛中取得年度第6名。
2022年2月，塞恩斯和桑兹确定继续参加Extreme E第二个赛季的赛事，并在赛季首战沙漠站比赛取得亚军。

## WRC参赛成绩
| 赛季 | 车队                  | 赛车                     | 1       | 2       | 3       | 4       | 5       | 6       | 7       | 8       | 9       | 10      | 11      | 12      | 13      | 14      | 15    | 16     | 名次 | 积分 |
| ---- | --------------------- | ------------------------ | ------- | ------- | ------- | ------- | ------- | ------- | ------- | ------- | ------- | ------- | ------- | ------- | ------- | ------- | ----- | ------ | ---- | ---- |
| 1987 | 万宝路拉力车队        | 福特Sierra RS 考斯沃斯   | MON     | SWE     | POR Ret | KEN     | FRA 7   | GRC     | USA     | NZL     | ARG     | FIN     | CIV     | ITA     |         |         |       |        | 第35 | 7    |
| 1987 | 西班牙RAC             | 福特Sierra RS 考斯沃斯   |         |         |         |         |         |         |         |         |         |         |         |         | GBR 8   |         |       |        | 第35 | 7    |
| 1988 | 卡洛斯·塞恩斯         | 福特Sierra RS 考斯沃斯   | MON     | SWE     | POR Ret |         |         |         |         |         |         |         |         |         |         |         |       |        | 第11 | 26   |
| 1988 | 福特车队              | 福特Sierra RS 考斯沃斯   |         |         |         | KEN     | FRA 5   | GRC     | USA     | NZL     | ARG     | FIN 6   | CIV     | ITA 5   | GBR 7   |         |       |        | 第11 | 26   |
| 1989 | 丰田拉力车队          | 丰田Celica GT-Four ST165 | SWE     | MON Ret | POR Ret | KEN     | FRA Ret | GRC Ret | NZL     | ARG     | FIN 3   | AUS     | ITA 3   | CIV     | GBR 2   |         |       |        | 第8  | 39   |
| 1990 | 丰田拉力车队          | 丰田Celica GT-Four ST165 | MON 2   | POR Ret | KEN 4   | FRA 2   | GRC 1   | NZL 1   | ARG 2   | FIN 1   | AUS 2   | ITA 3   | CIV     | GBR 1   |         |         |       |        | 冠军 | 140  |
| 1991 | 丰田拉力车队          | 丰田Celica GT-Four ST165 | MON 1   | SWE     | POR 1   | KEN Ret | FRA 1   | GRC 2   | NZL 1   | ARG 1   | FIN 4   | AUS Ret | ITA 6   | CIV     | ESP Ret | GBR 3   |       |        | 亚军 | 143  |
| 1992 | 丰田拉力车队          | 丰田Celica Turbo 4WD     | MON 2   | SWE     | POR 3   | KEN 1   | FRA 4   | GRC Ret | NZL 1   | ARG 2   | FIN     | AUS 3   | ITA     | CIV     | ESP 1   | GBR 1   |       |        | 冠军 | 144  |
| 1993 | 欢乐俱乐部车队        | 蓝旗亚三角洲HF           | MON 14  | SWE     | POR Ret | KEN     | FRA 4   | GRC 2   | ARG Ret | NZL 4   | FIN     | AUS Ret | ITA DSQ | ESP Ret | GBR     |         |       |        | 第8  | 35   |
| 1994 | 555斯巴鲁世界拉力车队 | 斯巴鲁翼豹555            | MON 3   | POR 4   | KEN     | FRA 2   | GRC 1   | ARG 2   | NZL Ret | FIN 3   | ITA 2   | GBR Ret |         |         |         |         |       |        | 亚军 | 99   |
| 1995 | 555斯巴鲁世界拉力车队 | 斯巴鲁翼豹555            | MON 1   | SWE Ret | POR 1   | FRA 4   | NZL     | AUS Ret | ESP 1   | GBR 2   |         |         |         |         |         |         |       |        | 亚军 | 85   |
| 1996 | 福特车队              | 福特Escort RS 考斯沃斯   | SWE 2   | KEN Ret | IDN 1   | GRC 3   | ARG 2   | FIN Ret | AUS 3   | ITA 2   | ESP Ret |         |         |         |         |         |       |        | 季军 | 89   |
| 1997 | 福特车队              | 福特Escort WRC           | MON 2   | SWE 2   | KEN Ret | POR Ret | ESP 10  | FRA 2   | ARG Ret | GRC 1   | NZL 2   | FIN Ret | IDN 1   | ITA 4   | AUS Ret | GBR 3   |       |        | 季军 | 51   |
| 1998 | 丰田嘉实多车队        | 丰田卡罗拉WRC            | MON 1   | SWE 2   | KEN Ret | POR 2   | ESP 7   | FRA 8   | ARG 2   | GRC 4   | NZL 1   | FIN 2   | ITA 4   | AUS 2   | GBR Ret |         |       |        | 亚军 | 56   |
| 1999 | 丰田嘉实多车队        | 丰田卡罗拉WRC            | MON Ret | SWE 2   | KEN 3   | POR 2   | ESP Ret | FRA 3   | ARG 5   | GRC 2   | NZL 6   | FIN 3   | CHN 3   | ITA Ret | AUS 2   | GBR Ret |       |        | 第5  | 44   |
| 2000 | 福特车队              | 福特福克斯 RS WRC 00     | MON 2   | SWE Ret | KEN 4   | POR 3   | ESP 3   | ARG Ret | GRC 2   | NZL 3   | FIN 14  | CYP 1   | FRA 3   | ITA 5   | AUS DSQ | GBR 4   |       |        | 季军 | 46   |
| 2001 | 福特车队              | 福特福克斯 RS WRC 01     | MON 2   | SWE 3   | POR 2   | ESP 5   | ARG 3   | CYP 3   | GRC Ret | KEN Ret | FIN 6   | NZL 4   | ITA 4   | FRA Ret | AUS 8   | GBR WD  |       |        | 第6  | 33   |
| 2002 | 福特车队              | 福特福克斯 RS WRC 02     | MON 3   | SWE 3   | FRA 6   | ESP Ret | CYP 11  | ARG 1   | GRC 3   | KEN Ret | FIN 4   | GER 8   | ITA Ret | NZL 4   | AUS 4   | GBR 3   |       |        | 季军 | 36   |
| 2003 | 雪铁龙道达尔车队      | 雪铁龙赛纳WRC            | MON 3   | SWE 9   | TUR 1   | NZL 12  | ARG 2   | GRC 2   | CYP 5   | GER 6   | FIN 4   | AUS 5   | ITA 4   | FRA 2   | ESP 7   | GBR Ret |       |        | 季军 | 63   |
| 2004 | 雪铁龙道达尔车队      | 雪铁龙赛纳WRC            | MON Ret | SWE 5   | MEX 3   | NZL 6   | CYP 3   | GRC 19  | TUR 4   | ARG 1   | FIN 3   | GER 3   | JPN 5   | GBR 4   | ITA 3   | FRA 3   | ESP 3 | AUS WD | 第4  | 73   |
| 2005 | 雪铁龙道达尔车队      | 雪铁龙赛纳WRC            | MON     | SWE     | MEX     | NZL     | ITA     | CYP     | TUR 4   | GRC 3   | ARG     | FIN     | GER     | GBR     | JPN     | FRA     | ESP   | AUS    | 第13 | 11   |

## 达喀尔拉力赛成绩
| 年份 | 组别   | 领航员        | 车队/车型                          | 名次   | 赛段获胜数 |
| ---- | ------ | ------------- | ---------------------------------- | ------ | ---------- |
| 2006 | 汽车组 | 安德鲁·舒尔茨 | 大众 途锐                          | 第11   | 4          |
| 2007 | 汽车组 | 米歇尔·佩林   | 大众 途锐                          | 第9    | 5          |
| 2008 | 未举办 | 未举办        | 未举办                             | 未举办 | 未举办     |
| 2009 | 汽车组 | 米歇尔·佩林   | 大众 途锐                          | 未完赛 | 6          |
| 2010 | 汽车组 | 卢克·克罗斯   | 大众 途锐                          | 冠军   | 2          |
| 2011 | 汽车组 | 卢克·克罗斯   | 大众 途锐                          | 季军   | 7          |
| 2012 | 未参赛 | 未参赛        | 未参赛                             | 未参赛 | 未参赛     |
| 2013 | 汽车组 | 蒂莫·戈茨沙克 | 卡塔尔红牛车队 达蒙·杰弗瑞巴基车   | 未完赛 | 1          |
| 2014 | 汽车组 | 蒂莫·戈茨沙克 | SMG-红牛车队 巴基车                | 未完赛 | 2          |
| 2015 | 汽车组 | 卢克·克罗斯   | 标致赛车运动 标致2008 DKR          | 未完赛 | 0          |
| 2016 | 汽车组 | 卢克·克罗斯   | 标致赛车运动 标致2008 DKR          | 未完赛 | 2          |
| 2017 | 汽车组 | 卢克·克罗斯   | 标致赛车运动 标致3008 DKR          | 未完赛 | 0          |
| 2018 | 汽车组 | 卢克·克罗斯   | 标致赛车运动 标致3008 DKR          | 冠军   | 2          |
| 2019 | 汽车组 | 卢克·克罗斯   | X-Raid车队 宝马迷你约翰·库博巴基车 | 第13   | 1          |
| 2020 | 汽车组 | 卢克·克罗斯   | X-Raid车队 宝马迷你约翰·库博巴基车 | 冠军   | 4          |
| 2021 | 汽车组 | 卢克·克罗斯   | X-Raid车队 宝马迷你约翰·库博巴基车 | 季军   | 3          |
| 2022 | 汽车组 | 卢克·克罗斯   | 奥迪 RS Q e-tron                   | 第12   | 2          |
| 2023 | 汽车组 | 卢克·克罗斯   | 奥迪 RS Q e-tron                   | 未完赛 | 1          |
| 2024 | 汽车组 | 卢克·克罗斯   | 奥迪 RS Q e-tron                   | 冠军   | 0          |